# Železniška postaja Ljubljana Moste
Železniška postaja Ljubljana Moste je ena izmed železniških postaj v Ljubljani, ki oskrbuje bližnji predel Moste. Postaja je namenjena izključno tovornemu prometu in je osrednja ljubljanska postaja za natovarjanje in raztovarjanje tovornih vlakov.